# Maximiliano Gómez González
Maximiliano "Maxi" Gómez González (Paysandú, 14 d'agost de 1996) és un futbolista professional uruguaià que juga com a davanter al Trabzonspor. És internacional amb la selecció uruguaiana.

## Carrera de club

### Defensor Sporting
Gómez va ingressar al planter del Defensor Sporting el 2013, provinent del CA Litoral. Va debutar amb el primer equip el 15 de setembre de 2015, substituint a les acaballes del partit Héctor Acuña en una victòria per 1–0 a fora contra l'Universitario a l'edició de 2015 de la Copa Sudamericana.
Gómez va debutar a la Primera Divisió uruguaiana el 4 d'octubre de 2015, en una derrota per 0–4 a fora contra el Nacional. El seu primer gol com a sènior arribà el 16 d'octubre, el darrer en una derrota per 2–3 a casa contra el Montevideo Wanderers.
El 31 d'octubre de 2015, Gómez va marcar un doblet en una victòria a casa per 4–1 contra el Juventud de Las Piedras; va repetir-ho el 20 de novembre en un empat 2–2 a casa contra El Tanque Sisley, i també en una victòria a casa per 3–2 contra el Danubio FC el següent 28 de febrer. El 22 de maig de 2016, va marcar quatre gols en una victòria per 6–5 a fora contra El Tanque Sisley, i va acabar la temporada 2015–16 amb 14 gols en només 21 partits.
Després de només 4 gols en 14 partits la temporada següent, Gómez va contribuir amb 10 gols en 12 partits l'anys 2017, amb un doblet en la victòria fora de casa contra el Danubio el 5 de març de 2017.

### Celta de Vigo
El 22 de maig de 2017 Gómez va signar un contracte per cinc anys amb el Celta de Vigo de La Liga. Va debutar amb el seu nou club el 19 d'agost, jugant com a titular i marcant un doblet en una derrota per 2–3 a casa contra la Reial Societat.

### València CF
El 14 de juliol de 2019, el València CF va fer oficial el seu fitxatge a canvi de 14,5 milions d'euros i la tornada de Santi Mina al Celta. Maxi Gómez va signar contracte fins al 30 de juny de 2024 amb una clàusula de rescissió de 140 milions d'euros. El tracte consistí en què el València pagava 14.5 milions d'euros, mentre Santi Mina i Jorge Sáenz es movien en l'altra direcció, el darrer fitxant pel Celta per dos anys. Va debutar el 24 d'agost, a fora de casa, contra el seu club anterior, jugant la primera hora en una derrota per 1–0 abans de ser substituït per Rodrigo.
Gómez va marcar el primer gol pels valencians el 14 de setembre, sortint des de la banqueta, i marcant al final d'una derrota per 5–2 contra el FC Barcelona al Camp Nou. Contra el mateix rival, el 25 de gener de 2020, va marcar els dos gols de la victòria per 2–0 a Mestalla, que va permetre el València mantenir la ratxa de victòries a casa, i que significà la primera derrota de Quique Setién com a entrenador barcelonista.
El 2021–22, Gómez va ser expulsat dues vegades contra l'Athletic Club, una per dues targetes grogues en un partit de lliga i una altra el 10 de febrer en un partit d'anada de les semifinals de la Copa del Rei fora a l'Estadi de San Mamés. En la segona volta, va ser un substitut no utilitzat i va rebre una targeta vermella directa al descans per amenaçar a l'àrbitre assistent. Va rebre una sanció de dos partits i, per tant, es va perdre la final, que el seu equip va perdre en la tanda de penals davant el Reial Betis.

### Trabzonspor
L'estiu del 2022, el València va intentar vendre Gómez a causa del Normes de joc net financer de la UEFA i alliberar un lloc a la seva quota de jugadors no membres de la Unió Europea. Va estar vinculat a un trasllat al Fenerbahçe SK, el director esportiu del qual va anar a negociar a Espanya, però va signar un contracte de tres anys amb l'opció d'un quart amb l'equip turc Trabzonspor de la Süper Lig el 31 d'agost. La quota era de 3 milions d'euros i el seu sou anual es va fixar en 1,75 milions d'euros.
El 6 d'octubre de 2022, Gómez va ser expulsat després d'11 minuts d'una derrota per 3-1 contra l'AS Monaco FC a la fase de grups de la Lliga Europa de la UEFA, per una puntada de peu alta a la cara de Mohamed Camara.

#### Cessió al Cadis CF
El 22 d'agost de 2023, Gómez va tornar a Espanya i al seu primer nivell, després d'acordar una cessió d'un any amb el Cadis CF.